# Киянська волость
Киянська волость — історична адміністративно-територіальна одиниця Новоград-Волинського повіту Волинської губернії Російської імперії. Волосний центр — село Киянка.
З 1921 року входила до складу Новоград-Волинського повіту.
Станом на 1885 рік складалася з 9 поселень, 9 сільських громад. Населення — 5199 особа (2645 чоловічої статі та 2554 — жіночої), 541 дворових господарств.
|                     | Площа, десятин | У тому числі орної, дес. |
| ------------------- | -------------- | ------------------------ |
| Сільських громад    | 9661           | 7230                     |
| Приватної власності | 5835           | 2141                     |
| Казенної власності  | —              | —                        |
| Іншої власності     | 277            | 130                      |
| Загалом             | 15773          | 9501                     |

Основні поселення волості:
- Киянка — колишнє власницьке село, при р. Цмолка, 394 особи, 99 дворів, волосне управління (повітове місто — 15 верст); православна церква  , школа, постоялий будинк, казенний цегельний завод. За 1 версту — винокурний завод.
- Гурки — колишнє власницьке село, при р.Цмолка , 265 осіб, 33 дворів, православна церква, вітряний млин.
- Кикова — колишнє власницьке село,  при р. Случ, 916 осіб, 107 дворів, православна церква, школа, постоялий будинок, 2 водяних млинів.
- Курмань — колишнє власницьке село, 490 особи, 74 дворів, православна церква.
- Орепи — колишнє власницьке село, 637 осіб, 72 двора, православна церква, школа, постоялий будинок, вітряний млин.
- Стриєва — колишнє власницьке село, при р. Цмолка, 350 осіб, 48 дворів, школа, постоялий будинок, водяний млин.